# Satriani (cognome)
Satriani è un cognome di lingua italiana.

## Varianti
Satriano.

## Origine e diffusione
Il cognome è tipicamente meridionale.
Potrebbe derivare dai toponimi Satriano e Satriano Lucano, dal nome latino Satrius.